# Lamine Yamal Nasraoui Ebana
Lamine Yamal Nasraoui Ebana   (Esplugues de Llobregat, 13 de juliol de 2007), conegut simplement com a Lamine Yamal, és un futbolista professional català que juga com a davanter al FC Barcelona i a la selecció espanyola. Conegut per les seves excel·lents habilitats de passada, gol i creació d'ocasions, és considerat un dels millors futbolistes del món.
Format a La Masia, el planter del Barça, Yamal va debutar amb el primer equip el 2023, amb només 15 anys. Ràpidament es va integrar al primer equip, i l'any següent va rebre el Trofeu Kopa. L'any 2023 va esdevenir el jugador culer més jove en debutar en un partit de la primera divisió.
Yamal ha representat Espanya internacionalment en diversos nivells juvenils, i va debutar amb la selecció absoluta el 2023, i va esdevenir el jugador més jove a representar i marcar amb la selecció espanyola, amb 16 anys. Va ser convocat per a l'Eurocopa de la UEFA 2024, on va tenir un paper important per ajudar Espanya a guanyar el seu quart títol, alhora que va guanyar el premi al jugador jove del torneig.

## Primers anys
Lamine Yamal Nasraoui i Ebana va néixer el 13 de juliol de 2007 a Esplugues de Llobregat, fill de la cambrera Sheila Ebana i del pintor d'edificis Mounir Nasraoui. La mare de Yamal va néixer a Bata, Guinea Equatorial, i el seu pare és de Larraix, Marroc.
Els seus pares es van separar quan Yamal tenia tres anys, encara que tots dos van seguir presents durant la seva infància. La família havia viscut a Mataró, però a l'època de la separació dels seus pares, la mare de Yamal es va traslladar a Granollers, on Yamal va començar a jugar a futbol al club local La Torreta a l'edat de quatre anys. Amb el seu pare a Mataró, Yamal va créixer al barri de Rocafonda; ell celebra els gols fent el gest del número 304, els darrers dígits del codi postal local 08304. Arran del seu èxit, la popularització d'aquest número se li atribueix el mèrit d'haver aportat orgull i reconeixement a la comunitat obrera de Rocafonda.
Als sis anys, Yamal va ser descobert pel FC Barcelona i va ser convidat als entrenaments de La Masia, fitxant pel club el 2014 i traslladant-se a Barcelona per viure i entrenar a l'acadèmia.

## Carrera de club

### FC Barcelona

#### Etapa juvenil
Va fitxar pel FC Barcelona l'any 2015, quan només tenia 7 anys, procedent del petit club CF la Torreta (la Roca del Vallès). El Barça va detectar el seu talent i va actuar ràpidament per evitar que anés a l'Espanyol, amb qui el seu club estava a punt de signar un acord de col·laboració. Un correu electrònic enviat per Òscar Hernández, coordinador de prebenjamins del Barça, el febrer de 2014, va ser clau per accelerar les proves del jugador. Després de provar amb ambdós clubs, Yamal es va decantar pel Barça, on el seu talent es va fer evident des del primer moment.
Va passar a viure a la nova Masia, el Centre de Formació Oriol Tort, a la Ciutat Esportiva de Sant Joan Despí. Aviat va ser considerat una de les millors promeses d'aquesta acadèmia esportiva.
Encara que va ser inclòs en l'equip Juvenil A -per sobre de la seva edat- per a la temporada 2022-23, ja va ser seleccionat per Xavi per tal d'entrenar-se amb el primer equip amb altres joves a la primeria de setembre del 2022. Malgrat que encara no havia signat el seu primer contracte professional amb el club, Lamine Yamal semblava un dels membres del planter que més havia impressionat el tècnic català.
Va debutar amb el primer equip el 29 d'abril del 2023, substituint Gavi en el minut 83 en una victòria per 4-0 contra el Reial Betis a la primera divisió, així esdevingué el jugador més jove a debutar amb el primer equip del FC Barcelona amb 15 anys, 9 mesos i 16 dies. El 14 de maig del 2023 va guanyar el seu primer títol amb el Barça, ja que va formar part de la plantilla que va guanyar la Lliga 2022-23.

#### Temporada 2023-24: Establiment al primer equip
Lamine Yamal va ser titular per primera vegada amb el primer equip del FCB el 20 d'agost del 2023 en una victòria per 2-0 contra el Cadis a l'Estadi Olímpic Lluís Companys, per això va ser el titular més jove del Barcelona a la Lliga amb 16 anys i 38 dies. La seva primera titularitat va ser rebuda amb una gran ovació per part de l'afició quan va ser substituït mancant cinc minuts per al final del partit. En la seva aparició següent com a titular, Lamine Yamal va ser nomenat millor jugador del partit després de contribuir en els dos gols marcats per Gavi i Robert Lewandowski en una victòria per 4-3 davant el Vila-real CF el 28 d'agost de 2023. Amb 16 anys i 45 dies, es va convertir en el jugador més jove a donar una assistència en un partit de Lliga. Uns dies més tard, es convertiria amb el jugador més jove del Barça a debutar a la Lliga de Campions amb (16 anys i 68 dies) superant el registre de Vicky López (16 anys i 148 dies).
El 2 d'octubre, el FC Barcelona anunciava que Lamine Yamal renovava el seu contracte fins al 2026, amb una clàusula de rescissió de 1.000 milions d'euros. Dos dies després, va ser titular en el seu primer partit de la Lliga de Campions contra el Porto, així va arribar a ser el jugador més jove en una alineació titular amb 16 anys i 83 dies. Lamine Yamal era tres dies més jove que Celestine Babayaro, que va establir el rècord el 1994. El 8 d'octubre del 2023, Lamine va marcar el seu primer gol amb el primer equip en un empat a domicili contra el Granada (2-2). Es va convertir en el golejador més jove del Barcelona i en el més jove de la història que marca en la Lliga, amb 16 anys i 87 dies, així supera dos rècords establerts per Ansu Fati i Fabrice Olinga respectivament. El 28 d'octubre de 2023, Lamine va fer la seva primera aparició a El Clàssic com a suplent en una derrota per 2-1 a casa, per això va esdevenir el jugador més jove a ser titular amb el Barça des d'Ansu Fati i va batre el rècord de Vicenç Martínez el 1941.
El 4 de desembre de 2023, Lamine Yamal va rebre el trofeu inaugural Golden Boy The Youngest, que es concedeix al jugador més jove nominat per al premi Golden Boy. Posteriorment, el dia de la cerimònia, Lamine Yamal no hi va ser present a causa dels seus estudis.
L'11 de gener del 2024, Lamine Yamal va marcar contra l'Osasuna en una victòria per 2-0 del Barcelona a la semifinal de la Supercopa d'Espanya. Es va convertir en el jugador més jove, amb 16 anys i 182 dies, a marcar a la Supercopa. Lamine Yamal va jugar els últims 29 minuts de la final de la Supercopa d'Espanya contra el Reial Madrid el 14 de gener de 2024. Es va convertir en el jugador més jove a marcar a la Copa del Rei després de marcar al minut 32 contra l'Athletic Club en una derrota per 4-2 a quarts de final.
L'11 de febrer de 2024, Lamine Yamal va marcar dos gols en un empat a 3-3 contra el Granada CF i va ser triat com a millor jugador del partit. Per tant, es va convertir en el jugador més jove de la Lliga en marcar un doblet; va batre el rècord anterior de Bojan Krkić el 2008 i va ser el primer jugador a aconseguir aquest rècord amb menys de 17 anys. També es va convertir en el jugador més jove en assolir més de 10 gols i assistir contribucions a la Lliga amb 16 anys i 213 dies. El 21 de febrer es va convertir en el jugador més jove a jugar la fase eliminatòria de la Lliga de Campions, amb 16 anys i 223 dies, quan el Barça va jugar contra la SSC Napoli a la fase eliminatòria de la Fase eliminatòria de la Lliga de Campions, així va batre el rècord anterior del migcampista del Paris Saint-Germain FC Warren Zaïre-Emery.
Amb 16 anys, Yamal va batre diversos rècords amb el Barça durant la temporada, jugant 50 partits en totes les competicions. A la Lliga, Yamal es va convertir en el titular més jove del Barça, el jugador més jove a fer una assistència, el més jove a marcar pel club i a la Lliga, el jugador més jove que ha jugat amb el Barça al Clàssic, i el jugador més jove a marcar dos gols a la Lliga i el primer jugador de la història a aconseguir aquest rècord amb menys de 17 anys. També es va convertir en el jugador més jove a registrar més de deu contribucions golejadores a la Lliga amb 16 anys i 213 dies. A la Lliga de Campions, Yamal es va convertir en el segon jugador més jove a participar a la competició (després de Youssoufa Moukoko), el jugador més jove inclòs en una alineació titular, i el jugador més jove a jugar la fase eliminatòria.

#### Temporada 2024–25
En el primer partit de la temporada 2024-25 el 18 d'agost de 2024, Yamal va fer una assistència a Lewandowski per ajudar el Barça a empatar contra el València abans que Lewandowski convertís un penal a la segona part per guanyar el partit 2-1. En el següent partit contra l'Athletic Club el 24 d'agost, Yamal va marcar el seu primer gol de la temporada en una altra victòria per 2-1. El 19 de setembre, Yamal va marcar el seu primer gol a la Lliga de Campions de la UEFA, aconseguint l'empat en una derrota per 2-1 contra l'aS Monaco, durant la jornada inaugural de la nova fase de la Lliga de Campions; en el procés, es va convertir en el segon golejador més jove de la història de la Lliga de Campions amb 17 anys i 68 dies, darrere del seu company d'equip Ansu Fati, que havia marcat amb 17 anys i 40 dies el 20 d'octubre de 2020.
El 26 d'octubre, amb 17 anys i 105 dies, Yamal es va convertir en el golejador més jove de la història d'El Clàssic quan va marcar el tercer gol en una victòria per 4-0 contra el Reial Madrid, superant el rècord del seu company d'equip Ansu Fati, que ho va fer amb 17 anys i 359 dies a l'octubre de 2020. Durant el partit a l'Estadi Santiago Bernabéu, Yamal i els seus companys d'equip del Barcelona, Ansu Fati i Raphinha, van ser objectiu d'insults racials per part d'un grup d'aficionats locals. El 2 de febrer de 2025, va completar 21 dríblings contra l'Alavés, superant el rècord de Lionel Messi del 2007. El 26 d'abril de 2025 va jugar com a titular en la final de la Copa del Rei 2024-25 que el Barça va guanyar al Madrid per 3-2, a l'Estadi de La Cartuja de Sevilla.
El 30 d'abril, Yamal va jugar el seu partit número 100 amb el club a l'anada de les semifinals de la Lliga de Campions contra l'Inter de Milà. Va marcar el primer gol en un empat a 3 a la Lliga de Campions de la UEFA 2024-25 i va ser elogiat pel tècnic de l'Inter, Simone Inzaghi, que va qualificar Yamal de "fenomen que neix cada 50 anys"."

## Carrera internacional

### Catalunya
Yamal va representar les seccions juvenils de la selecció catalana de futbol des de molt jove, i va ser nomenat capità als 11 anys. Va ser capità durant tot el temps que va jugar a les seleccions sub-12, sub-14 i sub-16.
El novembre de 2022, Yamal va marcar un impressionant gol en solitari en un partit contra Castella i Lleó, i més tard aquell mateix mes va transformar un penal, va donar l'assistència del segon gol de Catalunya i va rebre una targeta vermella a l'empat 2 -2 contra Aragó que va classificar Catalunya per a la Fase d'Or del campionat d'Espanya de seleccions autonòmiques 2022-23. Yamal no va ser convocat per a la Fase d'Or de 2023.

### Espanya
El 2021, va jugar 4 partits i va marcar 1 gol amb la selecció sub-16 espanyola.
El 2022 també va jugar amb la sub-15, amb qui va demostrar ser un prolífic golejador.
El 2023, també va representar la selecció espanyola sub-17 al Campionat d'Europa Sub-17 de la UEFA 2023, que va arribar fins a semifinals amb Lamine Yamal marcant 4 gols en 5 partits.
L'1 de setembre de 2023, Lamine Yamal va rebre la seva primera convocatòria internacional absoluta per part del seleccionador Luis de la Fuente per als partits de classificació per a l'Eurocopa de 2024 contra Geòrgia i Xipre. El 8 de setembre del 2023 estableix una doble marca en convertir-se, davant Geòrgia, amb 16 anys i 57 dies, i superant Gavi que va debutar amb 17 anys i 62 dies el 2021, en el jugador més jove de la història a debutar amb la selecció espanyola absoluta i també en el golejador més precoç. En aquest sentit, Lamine es va convertir en el golejador més jove en un partit de classificació per a l'Eurocopa, superant el rècord de Gareth Bale, que va marcar amb 17 anys i 83 dies, i, de manera més general, el futbolista més jove que marca amb qualsevol selecció europea i en qualsevol mena de partit en els últims 117 anys, des que el 7 d'octubre de 1906 l'hongarès József Horváth va marcar amb 16 anys i 12 dies en un amistós. Yamal va ser convocat novament amb la selecció espanyola l'octubre de 2023 per als partits restants de classificació per a l'Eurocopa contra Escòcia i Noruega. Espanya va guanyar els dos partits per classificar-se per a l'Eurocopa 2024.
El 7 de juny de 2024, Yamal va ser seleccionat a l'equip de 26 jugadors per al torneig. El 15 de juny va debutar al Campionat d'Europa contra Croàcia, i va esdevenir el jugador més jove a participar en el torneig, amb 16 anys i 338 dies, superant el rècord anterior del polonès Kacper Kozłowski. Durant el partit contra Croàcia també es va convertir en el jugador més jove a fer una assistència, preparant el gol de Dani Carvajal en una victòria per 3-0. En el partit de vuitens de final contra Geòrgia, es va convertir en el jugador més jove a participar en la fase eliminatòria, superant el rècord de Jude Bellingham, a més de proporcionar una altra assistència en una victòria per 4-1.
Va tornar a proporcionar una assistència vital contra Alemanya en una victòria per 2-1 als quarts de final, i va igualar un rècord espanyol de tres assistències en la mateixa edició del Campionat d'Europa (després de Cesc Fàbregas el 2008, David Silva el 2012 i Dani Olmo el 2020) Va marcar el primer gol d'Espanya a la victòria per 2-1 a la semifinal contra la França el 9 de juliol, amb un xut curvilini des de fora de l'àrea, que va guanyar el premi al gol del torneig. Es va convertir en el golejador més jove de la història de l'Eurocopa quatre dies abans del seu 17è aniversari. i més d'un any més jove que l'anterior posseïdor del rècord Johan Vonlanthen.
Al final de l'Eurocopa 2024, Yamal va ser nomenat Jugador Jove del Torneig. La victòria d'Espanya per 2-1 contra Anglaterra a la final de l'Eurocopa 2024 el va convertir en el jugador més jove a guanyar l'Eurocopa. Va fer una assistència al seu company a l'extrem Nico Williams en el primer gol d'Espanya a la final, convertint-se posteriorment en el jugador més jove a registrar un gol en la final d'un torneig important i cotitular del rànquing de més assistències en un mateix torneig europeu amb quatre assistències.

## Estil de joc
Yamal és un davanter amb excel·lents dots per a la passada i la creació d'ocasions, capaç de jugar com a davanter centre, centrecampista ofensiu o extrem, sobretot per la banda dreta. Com a extrem dret, la major part del temps li agrada jugar amb l'esquerra; també té l'habilitat d'orientar xut de pilota cap al pal.
Lamine Yamal va tenir una notable actuació a l'Eurocopa 2024, en què va marcar un gol a França a semifinals i va donar 4 assistències contra diversos equips, entre ells Croàcia, Geòrgia, Alemanya i Anglaterra. En aquest torneig, Yamal va demostrar la seva destresa en la creació d'ocasions mitjançant centrades al segon pal, així com la seva habilitat en el remat i el xut amb efecte des de lluny.
Pel seu perfil tècnic, Yamal va ser comparat amb l'exfutbolista del FC Barcelona Lionel Messi, igual que molts altres talents de La Masia  Yamal també ha citat l'exjugador del Barcelona Neymar com una gran influència en el seu propi estil de joc.

## Vida personal
Nascut a Esplugues de Llobregat, de pare marroquí de Larraix i mare de Guinea Equatorial, Lamine Yamal es va criar al barri de Rocafonda de Mataró (on resideix actualment), i posteriorment va viure a Granollers. En la celebració dels seus gols acostuma a mostrar amb un gest dels dits de les mans el nombre 304, corresponent als darrers tres dígits del codi postal del barri on va créixer. Parla català, castellà i àrab.

## Estadístiques

### Club
Actualitzat a l'últim partit disputat el 25 de maig de 2025.
| Club                     | Div.          | Temporada     | Lliga | Lliga | Lliga   | Copa  | Copa | Copa    | Copes internacionals | Copes internacionals | Copes internacionals | Total | Total | Total   |
| Club                     | Div.          | Temporada     | Part. | Gols  | Assist. | Part. | Gols | Assist. | Part.                | Gols                 | Assist.              | Part. | Gols  | Assist. |
| ------------------------ | ------------- | ------------- | ----- | ----- | ------- | ----- | ---- | ------- | -------------------- | -------------------- | -------------------- | ----- | ----- | ------- |
| FC Barcelona B           | 1a F          | 2022-23       | 3     | 0     | 0       | 0     | 0    | 0       | 0                    | 0                    | 0                    | 3     | 0     | 0       |
| FC Barcelona · Catalunya | 1a            | 2022-23       | 1     | 0     | 0       | 0     | 0    | 0       | 0                    | 0                    | 0                    | 1     | 0     | 0       |
| FC Barcelona · Catalunya | 1a            | 2023-24       | 37    | 5     | 5       | 3     | 2    | 0       | 10                   | 0                    | 2                    | 50    | 7     | 7       |
| FC Barcelona · Catalunya | 1a            | 2024-25       | 35    | 9     | 13      | 7     | 4    | 5       | 13                   | 5                    | 3                    | 55    | 18    | 21      |
| FC Barcelona · Catalunya | Total club    | Total club    | 73    | 14    | 18      | 10    | 6    | 5       | 23                   | 5                    | 5                    | 106   | 25    | 28      |
| Total carrera            | Total carrera | Total carrera | 76    | 14    | 18      | 10    | 6    | 5       | 23                   | 5                    | 5                    | 109   | 25    | 28      |

### Internacional
Actualitzat a l'últim partit disputat el 12 d'octubre de 2024.
| Selecció | Any   | Partits | Gols |
| -------- | ----- | ------- | ---- |
| Espanya  | 2023  | 4       | 2    |
| Espanya  | 2024  | 13      | 1    |
| Total    | Total | 17      | 3    |

## Palmarès
FC Barcelona
- 2 Lligues espanyoles: 2022-23,[115][116] 2024-25
- 1 Supercopa d'Espanya: 2025[117]
- 1 Copa del Rei: 2024–25[72][118]

Selecció espanyola
- 1 Eurocopa: 2024[119]

### Individual
- Millor jugador jove de l'Eurocopa: 2024[120]
- Millor gol de l'Eurocopa: 2024[121]
- Màxim assistent de l'Eurocopa: 2024 (4 assistències)[122]
- Equip del torneig de l'Eurocopa: 2024[123]
- Millor jugador sub-23 de la lliga espanyola: 2023-24[124]
- Millor jugador sub-23 del mes de la lliga espanyola: agost 2023,[125] agost 2024[126]
- Millor jugador del mes de la lliga espanyola: setembre 2024[127]
- Millor gol del mes de la lliga espanyola: març 2024[128]
- Trofeu Kopa: 2024[129]
- Premi Tuttosport The Youngest com a jugador més jove en ser nominat en la història dels Golden Boy: 2023[130]
- Premis Globe Soccer - Jugador emergent: 2024[131]
- Màxim golejador del Campionat d'Europa sub-17: 2023 (4 gols)[132]
- Equip del torneig del Campionat d'Europa sub-17: 2023[133]
- Equip juvenil (sub-20) masculí de l'IFFHS: 2023[134]
- Golden Boy: 2024[135]